# Јелисеј Сумски
Јелисеј Сумски (Суми), Соловецки чудотворац, руски православни светитељ и преподобни. Живео је у 15. веку у селу Сума (данас Сумски Посад). Пострижени монах Соловецког манастира.
Мало се зна о животу Јелисеја Сумског. Подаци о њему чувају се у спису „Чудо неког монаха по имену Јелесеј” у оригиналном издању Житија преподобних Зосиме и Саватија Соловецки. Пред смрт, он је са четири старца, по благослову свог игумана, живео на реци Виг, пецајући рибу на брзацима реке Золотец. Осећајући приближавање смрти, хтео је да прими монашку схиму. Најближи јеромонах био је удаљен шездесет миља, у Суми, где су га старци довезли чамцима.
Канонизован је у 18. веку. Његово тело је сахрањено је иза олтара цркве Светог Николаја Чудотворца у Суми.
Православна црква прославља светог Јелисеја14. (27. јуна).
У Сумском Посаду постоји храм у име Јелисеја Сумског.
У јулу 1929. године, мошти Јелисеја Сумског отворили су представници владиних агенција и пренели их на складиштење у фондове Карелијског државног музеја локалне историје.
1990. године мошти су враћене Руској православној цркви и налазе се у Саборном храму Крстовдвижења у Петрозаводску.
7. јануара 2019. године, за време Великог вечерњег у Саборном храму Крстовдвижења, којим је началствовао митрополит петрозаводски и карелијски Константин, догодило се чудо: мошти светог Јелисеја Сумског почеле су да испуштају миомирис.